# 應廷良
應廷良（16世紀—17世紀），字心溪，浙江金華府永康縣人，明朝政治人物。

## 生平
應廷良是嘉靖二十五年舉人應熙之子，萬曆元年（1573年）癸酉科浙江鄉試第八十一名舉人，次年（1574年）會試中副榜，授欒城教諭，循循善誘士子，秩滿陞景陵知縣，當時水災過後又有旱災，人民被迫流徙，他招撫流民，拿出俸祿資助耕種，於是流民佔籍開闢荒地，年多後發生饑荒，他上告朝廷讓糧食發放，數月間救活不少人民；王田使者侵越地方土地，他向朝廷建議將土地分畝彙集成兩冊，藩田亦此準則收取賦稅，而他聽訟卻不會差使胥役，在庭上則立刻判決曲直，六年後因為生病辭官，景陵人號泣奔走，像兒子失去母親一樣。

## 引用
1. 1 2  光緖《永康縣志·卷八·人物》：應廷良，字心溪，以甲戌乙榜進士授欒城教諭。愛士如子弟，誘掖奬勸娓娓不倦，秩滿除湖廣景陵知縣，縣承大澇後，又繼以旱，小民流徙田卒汙萊，廷良至樹幟招逋，且出俸以資耕者不責償，民漸漸佔籍荒始墾，逾年春又饑，廷良以狀上，當途出粟為粥哺之，數月民全活者無算。屬壤鱗錯，王田藩使者黠驁善侮易起侵越，廷良預貢經司諸役，別區分畝彙為二冊，即藩田亦為辨則準賦，比使者來不得秋毫擾民始安堵，其聽訟不差胥役，至則立訊於庭分別曲直，民皆帖服，居六年課稱最以疾去官，景民號泣奔走，如赤子之失慈母云。
2. ↑  光緒《永康縣志·卷六·選舉》：舉人……明……萬厯元年癸酉科……應廷良 熙子，見政績